# L'invasore bianco
L'invasore bianco (The Command) è un film del 1954 diretto da David Butler.
È un western statunitense con Guy Madison, Joan Weldon, James Whitmore e Carl Benton Reid. È basato sul romanzo The White Invader di James Warner Bellah pubblicato sul The Saturday Evening nel 1950.

## Produzione
Il film, diretto da David Butler su una sceneggiatura di Russell S. Hughes e Samuel Fuller e un soggetto di James Warner Bellah (autore del romanzo), fu prodotto da David Weisbart per la Warner Bros. e girato ad Agoura, California, nel Janss Conejo Ranch e nel Russell Ranch a Thousand Oaks e nel Warner Ranch a Calabasas, in California, da fine luglio a metà settembre 1953. Il titolo di lavorazione fu Rear Guard. Fu la prima produzione della Warner Bros. in CinemaScope.

## Distribuzione
Il film fu distribuito con il titolo The Command negli Stati Uniti dal 13 febbraio 1954 (première a New York il 15 gennaio) al cinema dalla Warner Bros.
Altre distribuzioni:
- in Svezia il 3 maggio 1954 (Sista kommandot)
- in Germania Ovest il 18 maggio 1954 (Die siebente Nacht)
- in Danimarca il 18 giugno 1954 (Den sidste kommando)
- in Finlandia il 18 giugno 1954 (Viimeinen käsky)
- in Giappone il 21 settembre 1954
- in Austria nel novembre del 1954 (Die siebente Nacht)
- in Portogallo il 29 marzo 1955 (Sete Dias de Perseguição)
- in Brasile (Sob o Comando da Morte)
- in Spagna (Retaguardia)
- in Francia (La poursuite dura sept jours)
- in Grecia (Diatagi pros exormisin)
- in Italia (L'invasore bianco)